# Chiesa di Santa Maria di Loreto (Chiesanuova Uzzanese)

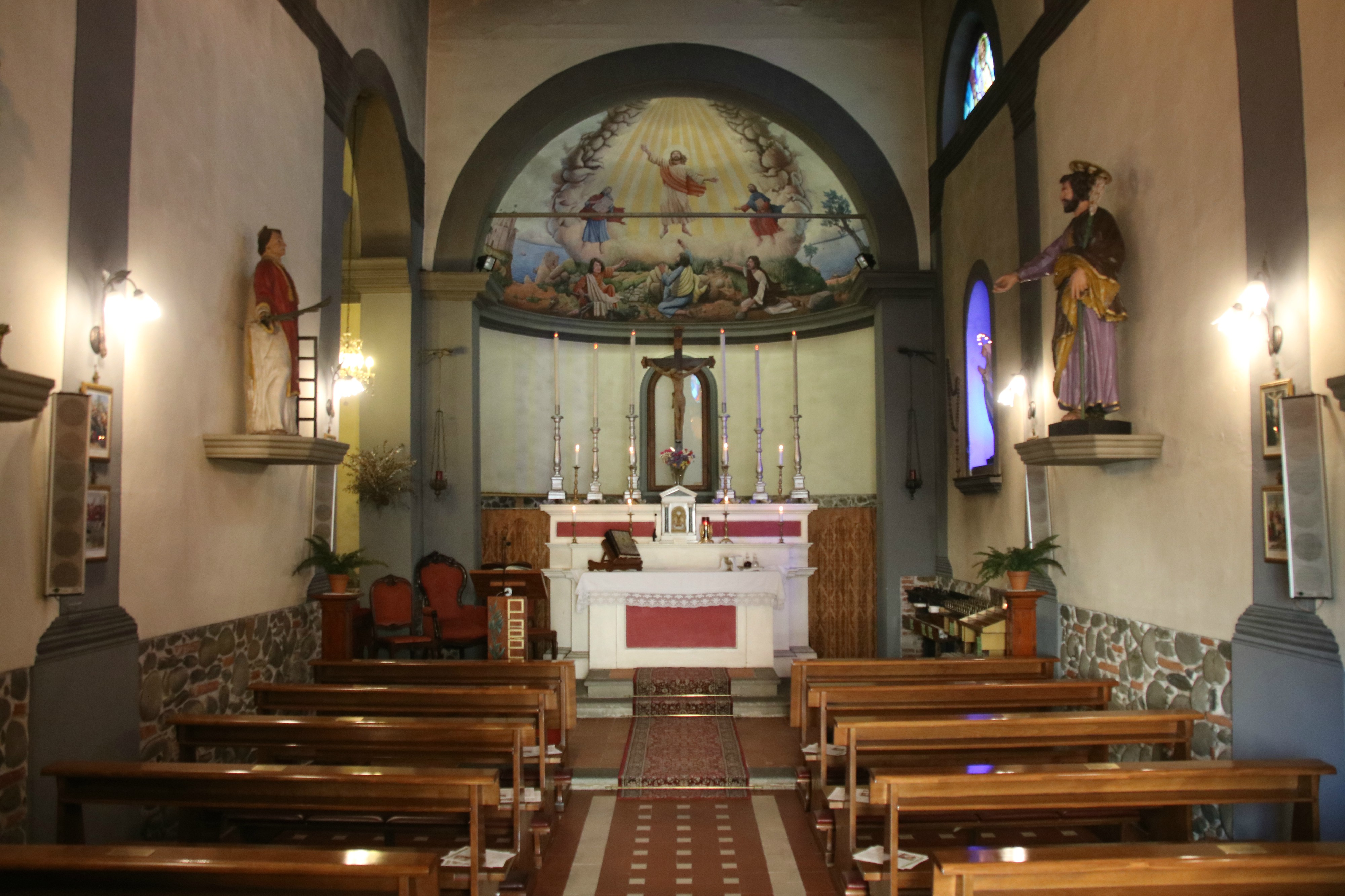
L'interno

La Chiesa di Santa Maria di Loreto è un edificio sacro che si trova a Chiesanuova Uzzanese, frazione del comune di Chiesina Uzzanese, provincia di Pistoia.

## Notizie storiche
Venne eretta nella seconda metà del XVII secolo per volontà di una famiglia locale, come forma di riconoscenza per il sacerdozio del figlio. Nel 1671 il Prevosto di Pescia Giambattista de Cecchi concesse l'ufficiatura, nominando un sacerdote che vi prestasse il servizio religioso. Nel 1894 fu costituita la "Pia Unione di Chiesanuova", a cui fu affidata la custodia della chiesa e la cura del servizio liturgico.
A partire dal  XXI secolo, l'edificio è stata oggetto di opere di riqualificazione.

## Opere
Rilevante è il portale con altorilievi raffiguranti Gesù e san Giuseppe (compatrono della chiesa) realizzato nel 1977 dallo scultore Amerigo Dorel e restaurato nel 2020.